# Arneplaat
L'Arneplaat (Banc d'Arne) és una illa deshabitada que se situa al Veerse Meer, a la província de Zelanda, als Països Baixos. Després de la creació del Veerse Meer el 1961, hi van posar un bosc. També hi ha una zona de prat. L'illa està en mans de l'associació Natuurmonumenten. El 2011, hi van posar molls nous, on els turistes poden amarrar per visitar l'illa.